# The Lackey and the Lady
The Lackey and the Lady è un film muto britannico del 1919, diretto da Thomas Bentley ed interpretato da Leslie Howard, A.E. Matthews e Roy Travers. La sceneggiatura è tratta da un romanzo di Tom Gallon.

## Trama
La figlia di un ricco banchiere sposa uno dei suoi domestici.

## Produzione
Il film fu prodotto dalla British Actors.

## Distribuzione
Distribuito dalla Phillips, uscì nelle sale britanniche nel gennaio 1919.
Il film fu oggetto di una controversia giudiziaria sorta quando la casa di distribuzione Phillips Film Company si rifiutò di distribuire il film ritenendolo di cattiva qualità. Il regista Bentley querelò il distributore per diffamazione, ed ottenne una sentenza in suo favore agli inizi degli anni Venti